# Герб Віли-ду-Конде
Ге́рб Ві́ли-ду-Ко́нде — офіційний символ міста Віла-ду-Конде, Португалія. Використовується як територіальний герб. У чорному щиті червона каравела із трьома золотими щоглами, тросами, якорем і прапором. Вона пливе праворуч у морі, зображеному у вигляді семи хвилястих смуг — срібних і зелених. Щит увінчує срібна мурована міська корона з п'ятьма вежами.  Під щитом біла стрічка, на якій великими літерами напис португальською: «Vila do Conde» (Віла-ду-Конде).  Офіційно затверджений 1 лютого 1988 року. Створений на основі попереднього містечкового герба, ухваленого 8 квітня 1935 року. 

## Галерея

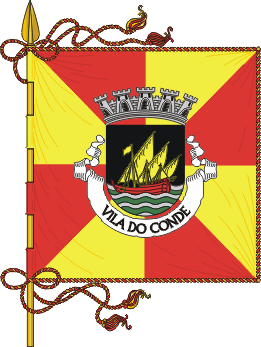
Прапор